# Wollrode
Wollrode ist ein Ortsteil der Gemeinde Guxhagen im nordhessischen Schwalm-Eder-Kreis.

## Geographische Lage
Wollrode liegt zwischen der Söhre im Osten, auf der sich Teile des Geo-Naturparks Frau-Holle-Land (Werratal.Meißner.Kaufunger Wald) erstrecken, und dem Guxhagener Kernort im Westsüdwesten. Weitere Nachbarortschaften sind Dörnhagen im Nordnordwesten, Wattenbach im Osten und Albshausen im Süden. Durchflossen wird Wollrode vom aus der Söhre kommenden und in die Fulda mündenden Schwarzenbach.

## Geschichte

### Ortsgeschichte
Die älteste bekannte Erwähnung von Wollrode erfolgte im Jahr 1128 unter dem Namen „Wolvolder“ in einer Urkunde des Klosters Breitenau. Die Endung des Ortsnamens -rode weist auf eine Rodungssiedlung hin. In erhaltenen Urkunden wurde der Ort später unter den folgenden Namen erwähnt (in Klammern das Jahr der Erwähnung): Wolvolderode (1232), Wolvilderode (1309), Walderode (1412), Woldenrode (1470) und Wulderade (1499).
1412 wurde die erste Kirche erbaut; das heutige Gotteshaus stammt von 1741.
Zum 1. Februar 1971 wurde die bis dahin selbständige Gemeinde Wollrode im Zuge der Gebietsreform in Hessen auf freiwilliger Basis als Ortsteil der Gemeinde Guxhagen eingegliedert. Für Wollrode wurde ein Ortsbezirk mit Ortsbeirat und Ortsvorsteher nach der Hessischen Gemeindeordnung gebildet.

### Verwaltungsgeschichte im Überblick
Die folgende Liste zeigt die Staaten und Verwaltungseinheiten, denen Wollrode angehörte:
- vor 1567: Heiliges Römisches Reich, Landgrafschaft Hessen, Amt Melsungen
- ab 1567: Heiliges Römisches Reich, Landgrafschaft Hessen-Kassel, Amt Melsungen
- ab 1806: Landgrafschaft Hessen-Kassel, Amt Melsungen
- 1807–1813: Königreich Westphalen, Departement der Fulda, Distrikt Kassel, Kanton Melsungen
- ab 1815: Kurfürstentum Hessen, Amt Melsungen[7]
- ab 1821: Kurfürstentum Hessen, Provinz Niederhessen, Kreis Melsungen[8]
- ab 1848: Kurfürstentum Hessen, Bezirk Hersfeld
- ab 1851: Kurfürstentum Hessen, Provinz Niederhessen, Kreis Melsungen
- ab 1867: Königreich Preußen, Provinz Hessen-Nassau, Regierungsbezirk Kassel, Kreis Melsungen
- ab 1871: Deutsches Reich, Königreich Preußen, Provinz Hessen-Nassau, Regierungsbezirk Kassel, Kreis Melsungen
- ab 1918: Deutsches Reich, Freistaat Preußen, Provinz Hessen-Nassau, Regierungsbezirk Kassel, Kreis Melsungen
- ab 1944: Deutsches Reich, Freistaat Preußen, Provinz Kurhessen, Landkreis Melsungen
- ab 1945: Deutsches Reich, Amerikanische Besatzungszone, Groß-Hessen, Regierungsbezirk Kassel, Landkreis Melsungen
- ab 1946: Deutsches Reich, Amerikanische Besatzungszone, Hessen, Regierungsbezirk Kassel, Landkreis Melsungen
- ab 1949: Bundesrepublik Deutschland, Hessen, Regierungsbezirk Kassel, Landkreis Melsungen
- ab 1972: Bundesrepublik Deutschland, Hessen, Regierungsbezirk Kassel, Schwalm-Eder-Kreis

## Bevölkerung

### Einwohnerstruktur 2011
Nach den Erhebungen des Zensus 2011 lebten am Stichtag dem 9. Mai 2011 in Wollrode 582 Einwohner. Darunter waren 3 (0,5 %) Ausländer. Nach dem Lebensalter waren 93 Einwohner unter 18 Jahren, 273 zwischen 18 und 49, 135 zwischen 50 und 64 und 117 Einwohner waren älter. Die Einwohner lebten in 252 Haushalten. Davon waren 60 Singlehaushalte, 78 Paare ohne Kinder und 90 Paare mit Kindern, sowie 24 Alleinerziehende und keine Wohngemeinschaften. In 51 Haushalten lebten ausschließlich Senioren und in 168 Haushaltungen lebten keine Senioren.

### Einwohnerentwicklung

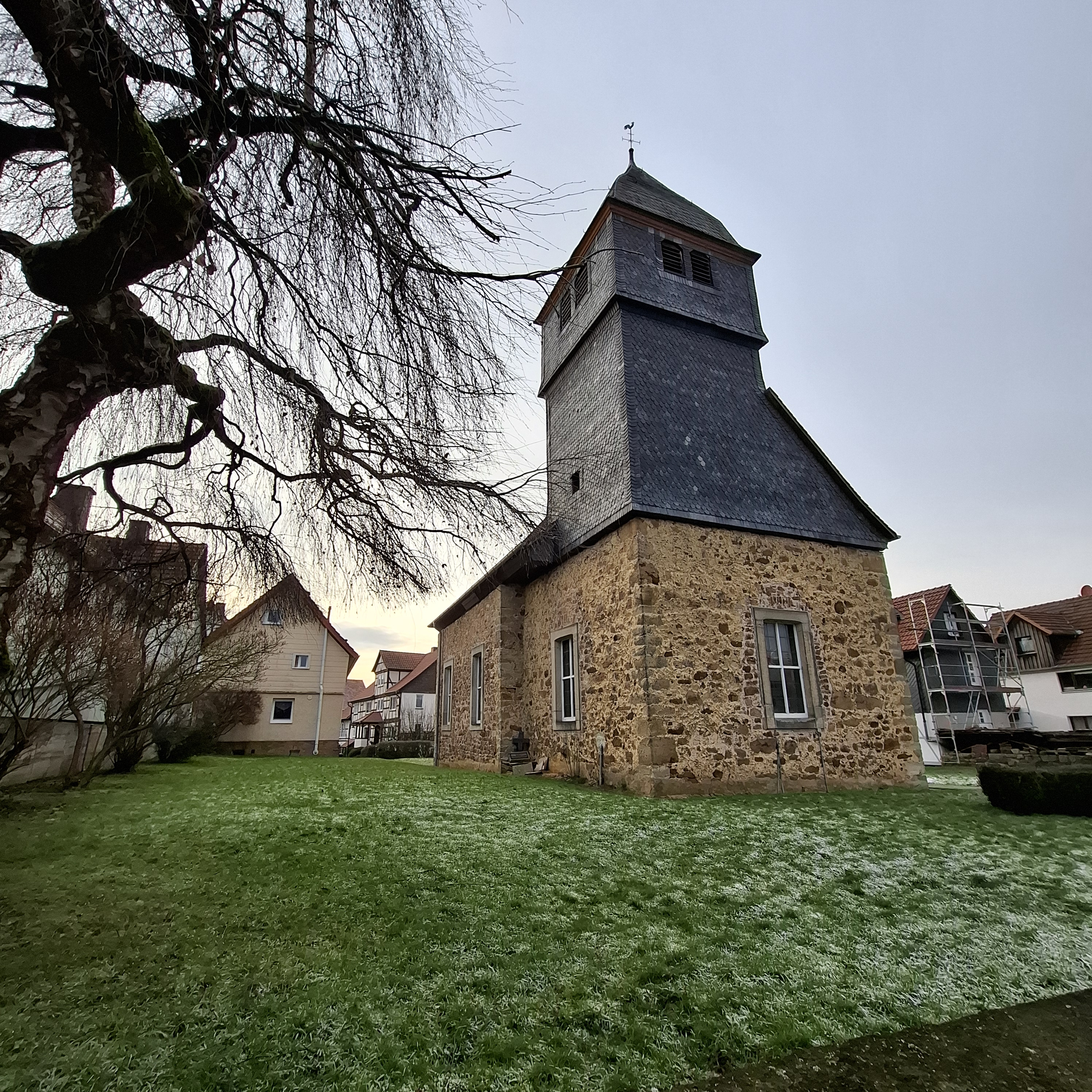
Evangelische Kirche Wollrode

- 1585: 20 Haushaltungen[1]
- 1747: 26 Haushaltungen[1]

| Wollrode: Einwohnerzahlen von 1834 bis 2018 | Wollrode: Einwohnerzahlen von 1834 bis 2018 | Wollrode: Einwohnerzahlen von 1834 bis 2018 | Wollrode: Einwohnerzahlen von 1834 bis 2018 | Wollrode: Einwohnerzahlen von 1834 bis 2018 |
| --- | ------------------------------------------- | ------------------------------------------- | ------------------------------------------- | ------------------------------------------- |
| Jahr |                                             |                                             |                                             | Einwohner                                   |
| 1834 | 1834                                        |                                             | 323                                         | 323                                         |
| 1840 | 1840                                        |                                             | 375                                         | 375                                         |
| 1846 | 1846                                        |                                             | 409                                         | 409                                         |
| 1852 | 1852                                        |                                             | 361                                         | 361                                         |
| 1858 | 1858                                        |                                             | 339                                         | 339                                         |
| 1864 | 1864                                        |                                             | 338                                         | 338                                         |
| 1871 | 1871                                        |                                             | 319                                         | 319                                         |
| 1875 | 1875                                        |                                             | 316                                         | 316                                         |
| 1885 | 1885                                        |                                             | 352                                         | 352                                         |
| 1895 | 1895                                        |                                             | 335                                         | 335                                         |
| 1905 | 1905                                        |                                             | 350                                         | 350                                         |
| 1910 | 1910                                        |                                             | 371                                         | 371                                         |
| 1925 | 1925                                        |                                             | 461                                         | 461                                         |
| 1939 | 1939                                        |                                             | 431                                         | 431                                         |
| 1946 | 1946                                        |                                             | 725                                         | 725                                         |
| 1950 | 1950                                        |                                             | 692                                         | 692                                         |
| 1956 | 1956                                        |                                             | 591                                         | 591                                         |
| 1961 | 1961                                        |                                             | 538                                         | 538                                         |
| 1967 | 1967                                        |                                             | 540                                         | 540                                         |
| 1980 | 1980                                        |                                             | ?                                           | ?                                           |
| 1990 | 1990                                        |                                             | ?                                           | ?                                           |
| 1996 | 1996                                        |                                             | 589                                         | 589                                         |
| 2002 | 2002                                        |                                             | 591                                         | 591                                         |
| 2006 | 2006                                        |                                             | 601                                         | 601                                         |
| 2010 | 2010                                        |                                             | 600                                         | 600                                         |
| 2011 | 2011                                        |                                             | 582                                         | 582                                         |
| 2018 | 2018                                        |                                             | 569                                         | 569                                         |
| Datenquelle: Historisches Gemeindeverzeichnis für Hessen: Die Bevölkerung der Gemeinden 1834 bis 1967. Wiesbaden: Hessisches Statistisches Landesamt, 1968. Weitere Quellen: ; Stadt Spangenberg:; Zensus 2011 |                                             |                                             |                                             |                                             |

### Historische Religionszugehörigkeit
Quelle: Historisches Ortslexikon
| • 1885: | 351 evangelische (= 99,72 %), ein katholischer (= 0,28 %) Einwohner |
| • 1961: | 452 evangelische (= 84,01 %), 72 katholische (= 13,38 %) Einwohner  |

## Verkehr
Durch Wollrode führt in West-Ost-Richtung die Landesstraße 3460 (Dörnhagen–Wollrode–Wattenbach; früher im Bereich zwischen Dörnhagen, Wollrode, Albshausen und Körle: Bundesstraße 83), die in Richtung Osten nach Wattenbach verläuft. In Richtung Süden führt vorbei an Albshausen nach Körle die Kreisstraße 158 (ehemalige B 83).